# Pirata luzonensis
Pirata luzonensis este o specie de păianjeni din genul Pirata, familia Lycosidae, descrisă de Alberto Barrion și Litsinger, 1995.
Este endemică în Filipine. Conform Catalogue of Life specia Pirata luzonensis nu are subspecii cunoscute.